# Suga mama
Suga Mama – singel amerykańskiej piosenkarki Beyoncé Knowles pochodzący z jej drugiego solowego albumu B’Day. Piosenka, utrzymana w gatunkach R&B i funk, została napisana przez Rich Harrison, Makebę Riddick i Beyoncé Knowles.

## Teledysk
Czarno-biały teledysk do tej piosenki wyreżyserowały wspólnie Melina i Beyoncé. Jest jednym z ośmiu videoklipów nagranych w dwa tygodnie specjalnie B’Day Anthology Video Album (z 2007 roku) oraz B’Day Deluxe Edition DVD (z 2007 roku). Na początku teledysku widzimy Bee ubraną w garnitur i palącą cygaro. Następnie ściąga marynarkę i zaczyna tańczyć na rurze. Później można zobaczyć Beyoncé jeżdżącą na byku i tańczącą z kilkoma tancerkami ubrana w skąpy czarny kostium.
Remix tej piosenki Beyoncé wykonuje z raperem Consequence.
Piosenka „Suga mama” została wykonywana podczas światowego tournée Beyoncé – The Beyoncé Experience (z 2007 roku). Utwór znalazł się także na DVD z tego tournée The Beyoncé Experience Live (z 2007 roku).